# 洛扎讷
洛扎讷（法語：Lozanne，法語發音：[lɔzan]）是法国罗讷省的一个市镇，属于索恩河畔自由城区。

## 地理
洛扎讷（45°51'26"N, 4°40'51"E）面积5.5 平方千米，位于法国奥弗涅-罗讷-阿尔卑斯大区罗讷省，该省份为法国中东部省份，北起顺时针与索恩-卢瓦尔省、安省、里昂大都会、伊泽尔省和卢瓦尔省接壤。
与洛扎讷接壤的市镇（或旧市镇、城区）包括：圣让德维涅、阿泽尔格河畔贝尔蒙、沙蒂永、阿泽尔格河畔沙宰、阿泽尔格河畔锡夫里约、多马坦、朗蒂伊。

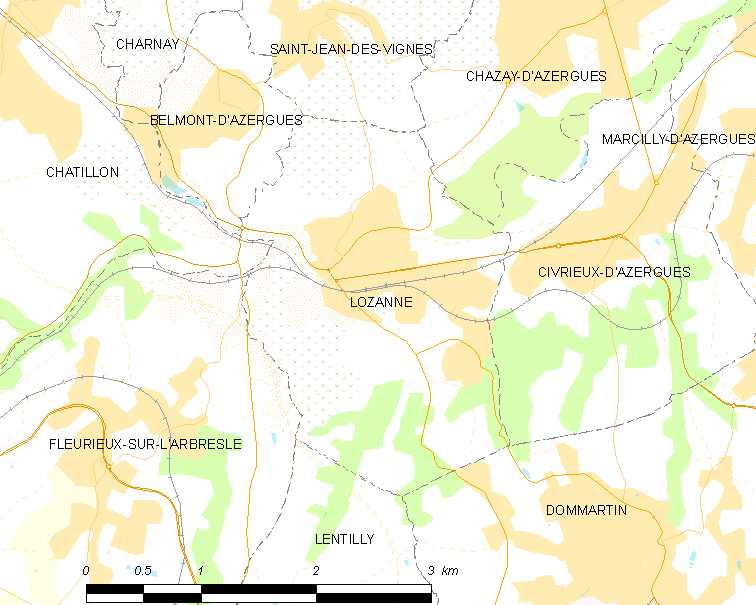
洛扎讷的OSM定位图

洛扎讷的时区为UTC+01:00、UTC+02:00（夏令时）。

## 行政
洛扎讷的邮政编码为69380，INSEE市镇编码为69121。

## 政治
洛扎讷所属的省级选区为昂斯县。

## 人口

1962-2008年间洛扎讷人口变化图示

洛扎讷于2022年1月1日时的人口数量为3182人。